# OS X v10.12
Mac OS Sierra, (version 10.12, av Apple stiliserat som "macOS Sierra"), är en version av Unix-operativsystemet Mac OS, utvecklat av Apple för persondatorer.
Programvaran släpptes 20 september 2016 på Mac App Store. Sierra är en vidareutveckling av OS X v10.11 El Capitan.

## Namnbyte
Tidigare versioner av systemet har kallats OS X men i denna version har Apple valt att byta namn på systemet till Mac OS (stiliserat som macOS).

## Systemkrav
För att uppgradera till v10.12 ställs lagringskrav, hårdvarukrav och mjukvarukrav. Med denna mjukvaruversion höjde Apple hårdvarukraven för första gången sedan 2012.
De datorer som inte uppfyller hårdvarukraven för Sierra kan fortfarande installera OS X v10.11 (El Capitan) förutsatt att kraven för det systemet är uppfyllda.

### Lagrings och minnes krav
Sierra kräver minst 2 GB ramminne och 8 GB hårddiskutrymme.

### Hårdvarukrav
- Imac [2] 2009 eller nyare)
- Macbook (Sent 2009 eller nyare)
- Macbook Pro (Mitten 2010 eller nyare)
- Macbook Air (Sent 2010 eller nyare)
- Mac Mini (Mitten 2010 eller nyare)
- Mac Pro (Mitten 2010 eller nyare)

### Mjukvarukrav
- OS X v10.11 (El Capitan)
- OS X v10.10 (Yosemite)
- OS X v10.9 (Mavericks)
- OS X v10.8 (Mountain Lion)
- OS X v10.7 (Lion)